# Laître-sous-Amance
Laître-sous-Amance ist eine französische Gemeinde mit 353 Einwohnern (Stand 1. Januar 2022) im Département Meurthe-et-Moselle in der Region Grand Est (vor 2016 Lothringen). Sie gehört zum Arrondissement Nancy und zum Kanton Grand Couronné.

## Geographie
Laître-sous-Amance liegt etwa neun Kilometer nordöstlich des Stadtzentrums von Nancy an der Amezule. Umgeben wird Laître-sous-Amance von den Nachbargemeinden Amance im Norden und Osten, Laneuvelotte im Osten und Südosten, Seichamps im Süden, Dommartin-sous-Amance im Westen sowie Bouxières-aux-Chênes im Nordwesten.

## Bevölkerungsentwicklung
| Jahr                       | 1962 | 1968 | 1975 | 1982 | 1990 | 1999 | 2006 | 2019 |
| Einwohner                  | 210  | 227  | 252  | 332  | 370  | 389  | 382  | 366  |
| Quellen: Cassini und INSEE |      |      |      |      |      |      |      |      |

## Sehenswürdigkeiten
- Kirche Saint-Laurent aus dem 12. Jahrhundert, seit 1862 Monument historique

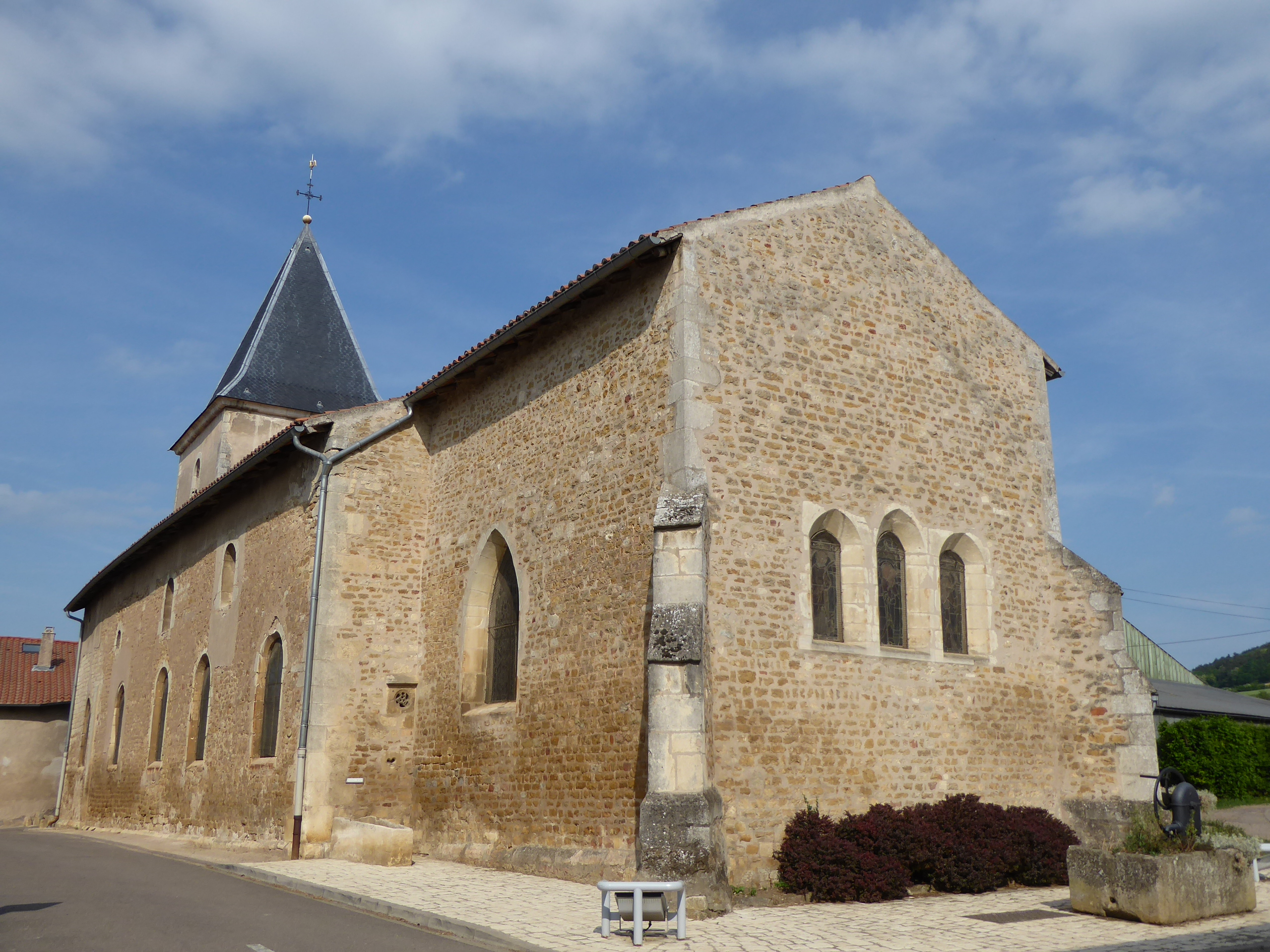
Kirche Saint-Laurent